# رادوسلاو سامارجیچ
رادوسلاو سامارجیچ (صربی: Radoslav Samardžić؛ زادهٔ ۱۷ اکتبر ۱۹۷۰) بازیکن فوتبال اهل صربستان بود.
از باشگاه‌هایی که در آن بازی کرده‌است می‌توان به باشگاه فوتبال والویک، باشگاه فوتبال فاینورد، باشگاه فوتبال ولندام، باشگاه فوتبال وویوودینا، و باشگاه فوتبال هیرنفین اشاره کرد.
وی همچنین در تیم ملی فوتبال صربستان و مونته‌نگرو بازی کرده‌است.